# Ammonites
Pour les articles homonymes, voir Ammonite (homonymie).

La région vers 830 av. J.-C., Ammon est représenté en orange.

Les Ammonites sont un peuple du Proche-Orient ancien, occupant le pays nommé Ammon.
Leur ancêtre fondateur est Ben-Ammi, fils que Loth a de sa fille cadette. Selon un ouvrage juif du Moyen Âge, le Sefer ha-Yashar, Ben-Ammi eut six fils : Gerim, Ishon, Rabbot, Sillon, Aynon et Mayoum. Ils habitaient à l'est de la demi-tribu orientale de Manassé, et avaient pour capitale Rabbath-Ammon (Amman). Ils furent presque toujours en guerre contre les Hébreux. Jephté, Saül et David les battirent à plusieurs reprises.